# Lesišćina
Lesišćina je selo u općini Lupoglav, u Istri.

## Povijest i stanovništvo
Po popisu iz 2001., u selu je živjelo 65 stanovnika.
Selo Lesišćina (Fuchsdorf, njem. fuchs = hrv. lisica, istr. lesica) bilo je nastanjeno isluženim vojnicima Rimskog Imperija o čemu svjedoče i izvjesni toponimi (posebno neki koji se odnose na posjede). Tako je naprimjer Španjerija latinskog porijekla a sinonim je za štapove odnosno pruće čijim se je uzgajanjem isluženi rimski legionar tu bavio.
Lešišćina se spominje u Lupoglavskom urbaru od 1300. g. kao posjed Lupoglavskih grofova, a pretpostavlja se da je bar djelomično pripadala i gospoštiji u Humu (najmanjem gradiću na svijetu prema prof. Fučiću).
Većina je predaka njenih današnjih prebivaoca bježala ispred Turaka 1500. – 1700. i tu pod patronatom Petra Kružića našla utočišće. O običajima, naporima i siromaštvu tih izbjeglica može se još uvijek čuti poneka rijetka legenda. U prilog tvrdnji, da je Lešišćina nekada bila napučeno većim brojem stanovnika govori i rado prepričavana legenda o svadbenom danu "kad je u Lešišćinu dovedeno devet snaha a odveden isti broj". Crkvica sv. Stjepana, centar duhovnog života ovdašnjeg življa sagrađena je na današnjem mjestu 1700-ih godina, dok je ranija crkva sv. Petra zbog raspuklina kao posljedica klizanja slojeva srušena. Crkva sv. Stjepana ima uz glavni oltar i pomoćni oltar posvećen sv. Petru.  
Stanovnici ovog sela dijelili su se prema područjima na kojim su obitavali: Potočani (stanovnici uz potok), Doljani (u dolini koja se još uvijek naziva Dol), Brežani (na bregovima) i Zabrežani (obitelji koje su obitavale iza bregova).
Zanimljiva su i prezimena i nadimci obitelji! 
- Potočani: Kovači, Malinari (?), Brgini (Kuharić), Štucići (?), Kosići (?) i Katačići
- Doljani: Ćoličini (Kuharić), Škratlji (Bašić), Muhljani (Ravnić), Jadrinčići (?), Jurmani (Andrejević), Silonji/Silanji  (Ravnić), Fičori(?), Padelići (Mrzlić), Jožinčići (Mrzlić), Grgovi (Demark), Mrzlići (Mrzlić) i Prdijani (Ravnić)
- Brežani: Španjeri (Bašić), Frkovi (?), Viskovići (Krizmanić), Premuši (Krizmanić), Brtulići (Kuharić), Perevi  (Dajčić), Filinići (Mrzlić, nekad Andrejević) i Rončevi(Bernobić, nekad Romac)
- Zabrežani: Muzarini (Ravnić), Kosi (Kos), Dajčići (Dajčić) i Gamberi (Gamber, danas Ravnić)

Imena posjeda dobivana su po njenim ranijim osnivačima
npr. Perevi po prezimenu Perčić, Brtulići zapravo je po imenu Bartul (Bartulići),Jožinčići po Jožetu (Joža, Josip), Grgovi po Grguru, Škratlji vjerojatno od riječi škrt, Premuši od premućan (bogat), Viskovići od vis(o)ko itd. Od starijih imena zanimljiva su Gamberi njemačkog porijekla, Filinići talijanskog ili latinskog porijekla i Španjari latinskog.

## Stanovništvo
| broj stanovnika | 273   | 282   | 239   | 311   | 275   | 351   | 309   | 269   | 209   | 229   | 169   | 99    | 86    | 85    | 65    | 75    | 75    |
|                 | 1857. | 1869. | 1880. | 1890. | 1900. | 1910. | 1921. | 1931. | 1948. | 1953. | 1961. | 1971. | 1981. | 1991. | 2001. | 2011. | 2021. |